# Iván Vales Cuellas
Iván Vales Cuellas (Ponferrada, comarca de El Bierzo, León, 25 de octubre de 1987) conocido como Ivi, es un futbolista español. Juega de centrocampista y su primer equipo fue el SD Ponferradina de su localidad natal, equipo al que llegó a la primera plantilla en la temporada 2007-08, después de jugar en sus categorías inferiores.